# Giro del Belgio 1927
Il Giro del Belgio 1927, sedicesima edizione della corsa, si svolse in quattro tappe tra il 4 maggio e l'8 maggio 1927, per un totale di 1054 km e fu vinto dal belga Paul Matton.

## Le tappe
| Tappa  | Data     | Percorso            | km   | Vincitore di tappa | Leader cl. generale |
| ------ | -------- | ------------------- | ---- | ------------------ | ------------------- |
| 1ª     | 4 maggio | Bruxelles > Liegi   | 264  | Jozef Wauters      |                     |
| 2ª     |          | Liegi > Lussemburgo | 250  | Jan Mertens        |                     |
| 3ª     |          | Lussemburgo > Namur | 235  | Pé Verhaegen       |                     |
| 4ª     | 8 maggio | Namur > Bruxelles   | 305  | Paul Matton        | Paul Matton         |
| Totale | Totale   | Totale              | 1054 |                    |                     |

## Dettagli delle tappe

### 1ª tappa
- 4 maggio: Bruxelles > Liegi – 264 km

Risultati
| Pos. | Corridore         | Squadra     | Tempo    |
| ---- | ----------------- | ----------- | -------- |
| 1    | Jozef Wauters     | Thomann     | 9h25'09" |
| 2    | Alfred Hamerlinck | Automoto    | ?        |
| 3    | August Mortelmans | J.B. Louvet | ?        |

### 2ª tappa
- Liegi > Lussemburgo – 250 km

Risultati
| Pos. | Corridore      | Squadra      | Tempo    |
| ---- | -------------- | ------------ | -------- |
| 1    | Jan Mertens    | Labor-Dunlop | 9h48'50" |
| 2    | Joseph Dervaes | Labor-Dunlop | ?        |
| 3    | Aimé Dossche   | Christophe   | ?        |

### 3ª tappa
- Lussemburgo > Namur – 235 km

Risultati
| Pos. | Corridore      | Squadra      | Tempo    |
| ---- | -------------- | ------------ | -------- |
| 1    | Pé Verhaegen   | J.B. Louvet  | 7h54'00" |
| 2    | Léopold Matton | Armor-Dunlop | ?        |
| 3    | Nicolas Frantz | Thomann      | ?        |

### 4ª tappa
- 8 maggio: Namur > Bruxelles – 305 km

Risultati
| Pos. | Corridore      | Squadra      | Tempo     |
| ---- | -------------- | ------------ | --------- |
| 1    | Léopold Matton | Armor-Dunlop | 11h56'51" |
| 2    | Louis Delannoy | Labor-Dunlop | ?         |
| 3    | Nicolas Frantz | Thomann      | ?         |

## Classifiche finali

### Classifica generale
| Pos. | Corridore         | Squadra       | Tempo     |
| ---- | ----------------- | ------------- | --------- |
| 1    | Léopold Matton    | Armor-Dunlop  | 39h06'05" |
| 2    | Rémy Van Impe     | J.B. Louvet   | a 10'56"  |
| 3    | Joseph Dervaes    | Labor-Dunlop  | a 11'02"  |
| 4    | Jean De Busschere | Alcyon-Dunlop | a 11'43"  |
| 5    | Alfred Hamerlinck | Automoto      | a 12'33"  |
| 6    | Adolf Van Bruane  | Individuale   | a 13'05"  |
| 7    | Lode Muller       | Armor-Dunlop  | a 13'12"  |
| 8    | Henri Hoevenaers  | Automoto      | a 13'47"  |
| 9    | Omer Vermeulen    | Individuale   | a 14'52"  |
| 10   | Pé Verhaegen      | J.B. Louvet   | a 16'42"  |